# Element clasic
Sunt considerate elemente clasice: Apa, Aerul, Pământul și Focul în occident și Apa, Focul, Pământul, Metalul și Lemnul în China antică. Un al cincilea element, Eterul, este văzut ca fiind prezent pretutindeni.
Cele patru elemente, apa, focul, aerul și pământul pun în mișcare grupuri de imagini, ajutând la asimilarea intimă a realului dispersat în formele sale. De-a lungul timpului, umanitatea și-a reprezentat prin diverse feluri modelele sale intime de gândire, sensibilitate, devenire sau existență, iată de ce există mai mult decât suficiente imagini, desene, picturi sau varii ipostaze adiacente celor înșirate, dintr-o dorință mistică neexplicată de a-și apropia în orice fel natura, transcendentul, sau de a-și explica ființarea. Există trei dimensiuni ale imaginii, spune Jean Paul Sartre, în L’imaginaire, prima este aceea că imaginea este, în fapt, o conștiință, și mai mult, una transcendentă; ea diferențiază imaginația de celelalte moduri ale conștiinței, obiectul imaginat e dat imediat ca atare, în timp ce cunoașterea perceptivă se formează încet prin aproximații și luări succesive de contact. Cea de-a treia dimensiune a imaginii este spontaneitatea. 
Apa, așezată sub simbolismul totalității virtualităților, ea fiind fons și origo, matricea tuturor posibilităților de existență este primul element și cel mai bogat în reprezentări.. Apa este principiu al nediferențiatului și al virtualului, temelie a oricărei manifestări cosmice, receptacul al tuturor formelor și al tuturor germenilor, apele simbolizând substanța primordială din care toate formele se nasc și în care toate se întorc, prin regresiune sau cataclism. Comparată sau asimilată lunii, apa, prin excelență fluidă, este prototipul apei vieții sau apei vii. Apa reunește formulele mitice ale aceleiași realități metafizice și religioase: în apă rezidă viața, vigoarea și eternitatea. Apa purifică și este purificatoare, are o valoare morală: ea devine substanța însăși a purității, câteva picături de apă fiind suficiente spre a purifica o lume (de aici și simbolistica botezului). Dicționarul de simboluri  reduce semnificațiile simbolice ale apei la trei teme dominante: origine a vieții, mijloc de purificare și centru de regenerescență – de regăsit chiar în cele mai  vechi tradiții, cu continuare până în zilele noastre. Ca masă nediferențiată, apa reprezintă infinitatea posibilităților, ea conține tot ceea ce este virtual, tot ceea ce încă nu are formă, sămânța primordială, toate semnele unei dezvoltări ulterioare.                                                                                                       
Aerul este elementul activ și masculin prin excelență (Dicționarul de simboluri), în timp ce pământul și apa sunt considerate pasive și feminine (materializante), aerul fiind un simbol al spiritualizării. El cucerește și populează lumea subtilă, așezată între cer și pământ, lumea expansiunii pe care, după cum spune tradiția chineză, o umple suflul (chi) necesar ființelor vii. Sfântul Martin vede în aer un simbol sensibil al vieții nevăzute, un factor de mișcare universal și purificator. Aerul este mediul prielnic luminii, zborului, parfumului, culorii, vibrațiilor interplanetare, el este calea de comunicare dintre cer și pământ De aceea ascensiunile, urcările de munți sau de scări, zborurile în vazduh semnifică întotdeauna transcenderea condiției umane și pătrunderea în nivelele cosmice superioare; simpul fapt al levitației echivalează cu o consacrare sau o îndumnezeire: a putea zbura, a avea aripi, devine formula simbolică a transcenderii condiției umane, capacitatea de a se înalța în văzduh semnifică accesul la realitățile ultime .
Focul e cel de-al treilea element, principiu creativ și distructiv, în continuarea unei anumite metafizici a purității. Element folosit curent în riturile de purificare, cuvântul “foc” din sanscrită trimite la “pur”, rădăcină a tuturor purificărilor. Se remarcă existența unei ambivalențe a focului: “foc spiritual” și “foc sexual”; pe lângă aluziile erotice el comportă și transmite o intenție de purificare și de lumină (Agni, zeul focului la indieni, e când un simplu dublet al lui Vâyû purificatorul, când rămășita unui ritual de fecunditate agrară). Considerații antropologice vin să confirme simbolismul intelectual al focului: folosirea focului marchează, într-adevăr, etapa cea mai importantă a intelectualizării cosmosului. Tantrismul asimileză focul cu ascensiunea energiei kundalini de-a lungul centrilor coloanei vertebrale, pe care o mistuie transformând treptat energia seminală într-o trezire a spiritualității. Focul este elementul care a captat încă din preistorie imaginarul oamenilor; atracția luminii și a căldurii se dublează de primejdia focului care poate arde, simbol a ceea ce este interzis, fascinant și neînțeles.
Pământul este Mama, adică născătoare de forme vii, așa cum îl vede Mircea Eliade. Aceste forme vii sunt scoase din propria sa substanță (Adam e născut din pământ!). Pământul e viu pentru că e, în primul rând, fertil. Tot ceea ce iese din pământ e înzestrat cu viață și tot ce se reîntoarce în el primește viață. Simbol feminoid, pământul atrage cu sine o voluptate căreia i se poate rezista greu. El e materia primordială a misterului, cea în care se pătrunde, în care se sapă și care se diferențiază pur și simplu printr-o mai mare rezistență opusă pătrunderii. 